# 865년

## 연호
- 당(唐) 함통(咸通) 6년
- 일본(日本) 조간(貞観) 7년

## 기년
- 당(唐) 의종(懿宗) 6년
- 신라(新羅) 경문왕(景文王) 5년
- 발해(渤海) 대건황(大虔晃) 8년

## 탄생
- 루이 3세, 서 프랑크 왕국의 왕